# Real Club España
Real Club España foi um clube de futebol mexicano já extinto,fundado em 1912,da Cidade do México, que jogou no Campeonato Mexicano de Futebol antes da profissionalização do futebol no país. Tinha como cores preto e branco.

## Títulos

### Era Amadora
- 12 Primera Fuerza : 1913-14, 1914-15, 1915-16, 1916-17, 1918-19, 1921-22, 1923-24, 1929-30, 1933-34, 1935-36, 1939-40 e 1941-42
- 4 Copa México : 1914-15, 1916-17, 1917-18 e 1918-19
- 1 Jogo do Centenário : 1921

### Era Profissional
- 1 Primera División : 1944-45
- 1 Copa México : 1943-44
- 2 Supercopa do México : 1944 e 1945